# Stenopelmatus lycosoides
Stenopelmatus lycosoides är en insektsart som beskrevs av Walker, F. 1869. Stenopelmatus lycosoides ingår i släktet Stenopelmatus och familjen Stenopelmatidae. Inga underarter finns listade i Catalogue of Life.